# Casa del Pueblo de Tetuán
La Casa del Pueblo del actual distrito de Tetuán (Madrid) es una de las escasas agrupaciones socialistas fundadas a principios del siglo XX que mantiene su edificación original.

## Historia
El edificio se comenzó a construir en 1914, cuando el área formaba parte de la localidad conocida como Chamartín de la Rosa. Está situado en la esquina entre la calle de las Azucenas y Müller de Madrid. La labor de la Casa del Pueblo (España) fue fundamentalmente social, ya que esta zona de Madrid ha sido tradicionalmente muy desfavorecida económicamente, con grandes índices de pobreza y analfabetismo, además de deficiencias sanitarias. Fue además sede de la agrupación socialista y sindical hasta 1939. A principios de los años 70 cayó en el abandono, pero tras la transición democrática, fue primero retomada por un grupo de vecinos, que reclamaban la recuperación de la función original del edificio como Casa del Pueblo en 1977 y devuelta al PSOE poco después. Posteriormente sufrió el vandalismo, resultando en la quema de archivos y otros bienes (El País, 1978). La Casa fue inaugurada por Pablo Iglesias. Entre sus fundadores se encuentra Gregorio Orea (ebanista).